# Javier Cámara
Pour les articles homonymes, voir Cámara.
Javier Cámara (né le 19 janvier 1967 à Albelda de Iregua, La Rioja) est un acteur espagnol populaire.
Il est internationalement connu pour son rôle de l'infirmier Benigno dans Parle avec elle de Pedro Almodóvar, pour lequel le public l'a sacré acteur européen de l'année 2002 aux Prix du cinéma européen.

## Filmographie

### Cinéma
- 1993 : Rosa Rosae de Fernando Colomo : l'homme chargé
- 1994 : Mi-figue, mi-raisin (Alegre ma non troppo) de Fernando Colomo : le concierge
- 1995 : ESO de Fernando Colomo : Miguel Ángel
- 1996 : Pon un hombre en tu vida de Eva Lesmes : Miguel
- 1997 : Corazón Ioco de Antonio Del Real : Segura
- 1998 : Torrente, le bras gauche de la loi (Torrente, el brazo tonto de la ley) de Santiago Segura : Rafi
- 1999 : Cuarteto de La Habana de Fernando Colomo : Segis
- 1999 : Los lobos de Washington de Mariano Barroso : Tertuliano (non crédité)
- 2000 : Dinosaure de Walt Disney Pictures : doublage de Zini
- 2001 : Torrente 2 : Mision en Marbella de Santiago Segura : Rafi
- 2001 : Lucia et le Sexe de Julio Medem : Pepe
- 2002 : Parle avec elle (Hable con ella) de Pedro Almodóvar : Benigno Martín
- 2003 : Manifesto (Los abajo firmantes) de Joaquín Oristrell : Mario
- 2003 : Torremolinos 73 de Pablo Berger : Alfredo López
- 2004 : La Mauvaise Éducation (La mala educación) de Pedro Almodóvar : Paca/Paquito
- 2005 : Malas temporadas de Manuel Martín Cuenca : Mikel
- 2005 : The Secret Life of Words (La vida secreta de las palabras) d'Isabel Coixet : Simón
- 2006 : Capitaine Alatriste de Agustín Díaz Yanes : Gaspar de Guzmán, comte d'Olivares
- 2006 : Ficción (Ficcio) de Cesc Gay : Santi
- 2006 : Paris, je t'aime, segment 12e arrondissement d'Isabel Coixet : le docteur
- 2007 : La torre de Suso de Tom Fernández : Cundo
- 2008 : Los girasoles ciegos de José Luis Cuerda : Ricardo
- 2008 : À la carte (Fuera de carta) de Nacho G. Velilla : Maxi
- 2010 : Que se mueran los feos de Nacho G. Velilla : Eliseo
- 2011 : ¿Para qué sirve un oso? de Tom Fernández : Guillermo
- 2012 : Les Hommes ! De quoi parlent-ils ? (Una pistola en cada mano) de Cesc Gay : S.
- 2013 : Yesterday Never Ends (Ayer no termina nunca) d'Isabel Coixet : J.
- 2013 : Les Amants passagers (Los amantes pasajeros) de Pedro Almodóvar :  Joserra
- 2013 : Vivre est facile avec les yeux fermés (Vivir es fácil con los ojos cerrados) de David Trueba : Antonio
- 2013 : La vida inesperada de Jorge Torregrossa :  Juanito
- 2015 : On marche sur la tête (Perdiendo el norte) de Nacho G. Velilla : Próspero
- 2015 : Truman de Cesc Gay : Tomás
- 2015 : El tiempo de los monstruos de Félix Sabroso : Víctor
- 2016 : Siete semillas de Daniel Rodriguez Risco : Maestro
- 2016 : La Reine d'Espagne (La Reina de España) de Fernando Trueba : Pepe Bonilla
- 2017 : Es por tu bien de Carlos Therón : Chus
- 2017 : Fe de etarras de Borja Cobeaga : Martín
- 2018 : Ola de crimenes de Gracia Querejeta : le père
- 2019 : Perdiendo el este de Paco Caballero : Próspero
- 2020 : Madrid, int. de Juan Cavestany :
- 2020 : L'Oubli que nous serons (El olvido que seremos) de Fernando Trueba : Héctor Abad Gómez
- 2020 : Sentimental de Cesc Gay : Julio

### Télévision
- 1994-1996 : ¡Ay, Señor, Señor! (série) : père Angel
- 1996-1997 : Este es mi barrio (série) : Don Justo
- 1997 : Blasco Ibañez (mini série) : Soriano
- 1997 : Todos los hombres sois iguales (série) : Carlos
- 1997 : Hostal Royal Manzanares (série) : Lolo
- 1998-2001 : Periodistas (série) : Fermín Salvador / Paco Gimeno Huete
- 1999-2006 : 7 Vidas (série) : Paco Gimeno Huete
- 2008 : Lex (série) : Mario Estrada
- 2011 : Los Quién (série) : Gustavo Peña
- 2016 : The Young Pope de Paolo Sorrentino (mini série) : cardinal Gutierrez
- 2017 : Narcos, saison 3 (série) : Guillermo Pallomari, le chef comptable du Cartel de Cali
- 2018 : Il miracolo de Niccolò Ammaniti (série) : Docteur Lopez, biologiste
- 2019 : Vota Juan (série) : Juan Carrasco
- 2019-2020 : The New Pope de Paolo Sorrentino (mini série) : cardinal Bernardo Gutierrez
- 2020 : Vamos Juan (série) : Juan Carrasco
- 2021 : Venga Juan (série) : Juan Carrasco
- 2022 : Rapa (série) : Tomás Hernández

## Distinctions
- 2002 : Prix du cinéma européen du meilleur acteur pour Parle avec elle
- Goyas 2014 : Meilleur acteur pour Vivir es fácil con los ojos cerrados
- Festival international du film de Saint-Sébastien 2015 : Coquille d'argent du meilleur acteur  pour Truman
- 7e cérémonie des prix Feroz : meilleure acteur dans une série pour Vamos Juan[1]
- 2022 : Médaille d'or du mérite des beaux-arts, décernée par le Ministère de l'Éducation, de la Culture et des Sports espagnol[2]